# Urs Meier
Urs Meier (nacido el 22 de enero de 1959 en Zúrich, Suiza) es un exárbitro de fútbol de Suiza. 
Desde 1994 hasta 2004 fue árbitro internacional de la FIFA. Fue elegido por un jurado de expertos como el segundo mejor árbitro en 2002 y el tercero mejor en 2004. Dirigió su primer partido en 1977.
Hizo su primera aparición en las Copas del Mundo de 1998 y 2002, haciéndose cargo de la semifinal entre Corea del Sur y Alemania en 2002. También arbitró en 2002 la final de la UEFA Champions League que enfrentaba al Real Madrid contra el Bayer Leverkusen. También apareció en la Eurocopa de 2000 y la Eurocopa de 2004, en el arbitraje de los cuartos de final entre Inglaterra y Portugal.
Aparece como comentarista para el canal alemán ZDF en competiciones mundiales y campeonatos europeos.
Además, habla con bastante fluidez aparte del alemán (que es su lengua materna), el francés, inglés y español y entre sus aficiones favoritas se encuentran la lectura, el esquí, el jazz, las carreras de motos y los viajes.
En la actualidad, Urs Meier es instructor de la FIFA y miembro de la Comisión Estratégica de la FIFA.
Ha sido designado por la Federación Internacional de Historia y Estadística de Fútbol (IFFHS) como el 10.º mejor árbitro de todos los tiempos.

## Partidos notables

### Estados UnidosvsIrán
En la Copa del Mundo de 1998, Meier arbitró el partido de Estados Unidos contra Irán. Fue un partido emocional debido a la situación política de ambos países. Fue uno de sus primeros partidos como árbitro para una Copa del Mundo.

### DinamarcavsRumanía
Durante un partido de clasificación para la Eurocopa de 2004 entre Rumanía y Dinamarca, Meier concedió un penalti polémico a favor de Dinamarca. Meier además permite que sigan jugando por más tiempo que el marcado originalmente por el cuarto árbitro, jugando seis minutos en lugar de cuatro, en el que Dinamarca empató (2-2), un resultado que eliminó a Rumania.
Como consecuencia, la prensa rumana y los aficionados se quejaron: 14.000 correos electrónicos recibió por parte del pueblo rumano, ya que varios periódicos de Rumanía habían publicado su dirección de correo electrónico [cita requerida]. Además, varias peticiones, firmadas por miles de personas fueron enviadas a la UEFA. Cabe señalar, sin embargo, que la cantidad de tiempo que se muestra por el cuarto árbitro sólo se marcó para servir como una indicación de la cantidad de tiempo añadido en esa fase en particular del partido, el tiempo adicional puede ser añadido durante la hora indicada.

### PortugalvsInglaterra
En los cuartos de final de la Eurocopa de 2004 entre Inglaterra y Portugal en Lisboa, con el marcador 1-1, anuló un gol a Sol Campbell en el minuto 89 debido a una falta anterior de John Terry sobre el portero portugués Ricardo Pereira. El partido terminó en empate y Portugal pasó a la siguiente fase después de vencer a Inglaterra en la prórroga mediante la tanda de penaltis y llegando a la final de la competición (donde perdió ante Grecia).
La UEFA respaldó la decisión de Meier, pero los aficionados ingleses y los medios de comunicación cuestionaron la exactitud de su decisión, condenando la decisión de Meier. Los periódicos ingleses lo llamaron "agujero Urs", "árbitro idiota", "banquero suizo" y "estúpido", entre otros.
Después de que los datos personales de Meier fueran publicados por diarios británicos, Meier recibió más de 16.000 correos electrónicos abusivos, entre ellos de amenazas de muerte. Reporteros de The Sun incluso viajaron a Suiza y colocaron una bandera inglesa de gran tamaño en un campo cerca de su casa. Como resultado de ello, fue puesto bajo protección policial. En el aeropuerto Meier fue escoltado desde el avión, donde tuvo que pasar desapercibido durante siete días sin ni siquiera poder ver a sus hijos por cuatro días.